# Северный (район Москвы)
Район Се́верный (используется также вариант Северный, посёлок Северный) — район в Москве, расположенный в Северо-Восточном административном округе за МКАД по Дмитровскому шоссе, восточнее города Долгопрудный. Району соответствует внутригородское муниципальное образование муниципальный округ Северный.
В состав района входит территория бывшего посёлка Северного, часть села Виноградово с одноимённой усадьбой, бывший посёлок Ильинский (снесён), а также Долгопрудная агрохимическая опытная станция им. Д. Н. Прянишникова и Северная станция водоподготовки. Также в районе расположены микрорайоны с новостройками (1-й, 4-й и 9-й микрорайоны многоэтажной застройки, 2-й микрорайон — коттеджные посёлки).

## Территория и границы
Граница района Северный проходит: по оси полосы отвода МКАД, далее по городской черте Москвы (по северо-восточной границе полосы отвода Савёловского направления Московской железной дороги до 19 км дороги; далее 300 м на северо-восток; по южной стороне проезда вдоль полей Долгопрудненской агрохимической опытной станции; далее 800 м на северо-восток (до южной границы территории домовладения № 171 по Дмитровскому шоссе села Виноградово городского округа Мытищи Московской области); далее, пересекая Дмитровское шоссе; далее 900 м по северо-восточной границе полосы отвода Дмитровского шоссе; далее 600 м на северо-восток (исключая территорию АЗС) до территории спецучреждения; далее по северной и западной границам территории спецучреждения (включая автомобильную площадку перед въездными воротами спецучреждения); западной и южной границам территории садоводческого товарищества «Смородинка» городского округа Мытищи Московской области; далее 1 км по северной стороне автомобильной дороги на село Афанасово городского округа Мытищи Московской области; далее по западным границам территории Хлебниковского лесничества северного леспаркхоза; западной границе территории трассы водоводов Северной водопроводной станции) до МКАД.
Таким образом, район Северный граничит:
- на юге с московским районом Лианозово (СВАО);
- на западе с городским округом Долгопрудный (г. Долгопрудный) Московской области;
- на севере и востоке с городским округом Мытищи Московской области.

Площадь территории района составляет 1500 га.

## Население
| 1959    | 1970    | 1979    | 2002    | 2010    | 2012    | 2013    |
| ------- | ------- | ------- | ------- | ------- | ------- | ------- |
| 4708    | ↘3386   | ↗4896   | ↗9629   | ↗27 992 | ↗28 151 | ↗30 061 |
| 2014    | 2015    | 2016    | 2017    | 2018    | 2019    | 2020    |
| ↗30 956 | ↗31 986 | ↗32 776 | ↗33 096 | ↗34 960 | ↗38 551 | ↗38 633 |
| 2021    | 2023    | 2024    |         |         |         |         |
| ↗54 305 | ↘53 544 | ↗55 740 |         |         |         |         |

До 1985 года данные по пгт Северный

### Национальный состав
По итогам переписи населения 2020 года проживали следующие национальности (национальности менее 0,1 % и другое, см. в сноске к строке «Другие»):
| Национальность | Численность, чел. | Доля     |
| -------------- | ----------------- | -------- |
| Русские        | 37 818            | 69,64 %  |
| Татары         | 746               | 1,37 %   |
| Армяне         | 461               | 0,85 %   |
| Украинцы       | 314               | 0,58 %   |
| Азербайджанцы  | 241               | 0,44 %   |
| Узбеки         | 200               | 0,37 %   |
| Таджики        | 188               | 0,35 %   |
| Белорусы       | 130               | 0,24 %   |
| Киргизы        | 94                | 0,17 %   |
| Чуваши         | 88                | 0,16 %   |
| Грузины        | 88                | 0,16 %   |
| Мордва         | 75                | 0,14 %   |
| Чеченцы        | 72                | 0,13 %   |
| Евреи          | 66                | 0,12 %   |
| Другие         | 13 724            | 25,28 %  |
| Итого          | 54 305            | 100,00 % |

## История
Посёлок Северный основан в начале 1950-х годов как посёлок при Северной водопроводной станции, снабжающей Москву питьевой водой из канала имени Москвы. В 1952 году получил статус рабочего посёлка; находился в административном подчинении Московского городского Совета. Указом Президиума Верховного Совета РСФСР от 11 декабря 1985 года «О включении некоторых населенных пунктов в состав города Москвы» посёлок Северный вошёл в городскую черту Москвы.
В 1991 году образован Северо-Восточный административный округ и в его составе временный муниципальный округ «Северный», с 1995 года получивший статус района Москвы.
В 2000-е годы началась застройка (на декабрь 2011 построены 1-й, 4-й и 9-й микрорайоны многоэтажной застройки и 2-й микрорайон — коттеджные посёлки «Северная слобода», «Северная слобода-2» (в стадии завершения строительства) и «Архангельское-Тюриково»). Кроме того, объявлено об открытии объездной дороги, отводящей транспортные потоки от пересечения Дмитровского шоссе со МКАД. В октябре 2016 года дорога получила название улица Академика Флёрова. Она продолжена по территории района Лианозово от путепровода на Дмитровском шоссе вдоль Савёловского направления Московской железной дороги мимо станции Марк, продолжается по району Северный до реки Мерянки, поворачивает на северо-восток и вдоль её берега доходит до Долгопрудненского шоссе, за которым её продолжает улица Академика Алиханова.
В 2017 году по исследованиям компании Яндекс, Северный был признан худшим районом Москвы, хуже Капотни и Некрасовки. Рейтинг учитывал транспортную доступность, инфраструктуру для жизни и экологию.

## Парки и скверы

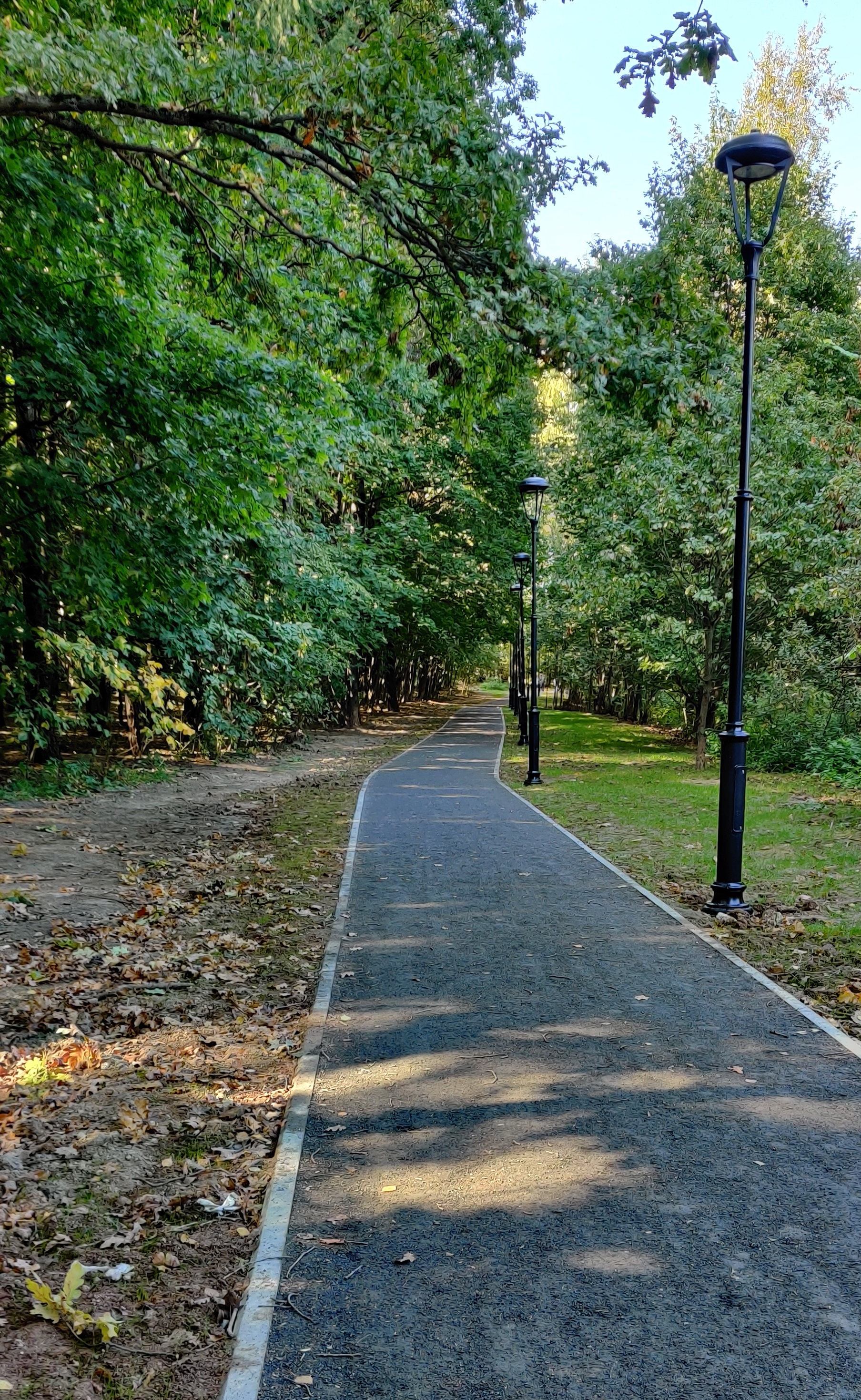
Парк «Долгие пруды» (северная часть)

### Парк и фаунистический заказник «Долгие пруды»
Парк протянулся вдоль Долгих прудов на реке Мерянке, откуда и получил своё название. Общая площадь всех его территорий составляет 138,4 гектаров. Большую часть парка занимает каскад прудов и окружающие его заповедные зелёные массивы (состоящие преимущественно из берёз и елей), луга и низинные рогозовые и тростниковые болота. Здесь произрастают растения из Красной книги Москвы: незабудка болотная, чина весенняя, медуница неясная, первоцвет весенний. В заказнике выявлены 71 вид птиц, 19 видов зверей, 5 видов земноводных и 2 вида пресмыкающихся. На территории парка обитают такие птицы как пустельга, коростель, красноголовый нырок, луговой чекан, полевой жаворонок, малый зуёк и соловей, а также здесь можно встретить три вида лягушек: травяную, озёрную и остромордую. Кроме того, в парке обитает самая крупная в Москве колония озёрных чаек. Из млекопитающих в заказнике встречаются заяц-беляк, чёрный хорь, ласка, горностай, полевая мышь, мышь-малютка и обыкновенная кутора.
В заповедной части заказника планируется создание фаунистического заказника, где обустроят парк водоплавающих и болотных птиц. Он станет местом обитания аистов, цапель, журавлей, уток, гусей и лебедей. Рядом с водоёмами планируется разместить автоматы со специальным кормом, которым гости парка смогут при желании подкармливать птиц. Пешеходные дорожки здесь обеспечат деревянными настилами для прогулок.
Парк включает территории бывших усадеб XVII—XX веков «Заболотье» и «Виноградово» (среди её владельцев были предки Александра Сергеевича Пушкина и представители дворянского рода Бенкендорфов), имеющих статус памятников истории и культуры.
Рекреационная часть парка расположена вдоль улиц Академика Флерова и Фёдора Дубовицкого — входные группы располагаются на обеих улицах. В 2017—2018 годах здесь прошло благоустройство. В зелёной зоне обустроили детскую площадку и спортивные зоны — футбольное поле, баскетбольная площадка и воркауты. Вдоль территории проложены пешеходные тропы с деревянным настилом и велосипедные дорожки, а в её центре располагается заболоченный Пахомовский пруд.

### Природный заказник «Северный»
Лесопарк площадью 95 гектаров расположен между Дмитровским шоссе и Хлебниковским лесопарком. Он состоит из двух изолированных участков леса, между которыми находятся коттеджные посёлки «Северная слобода» и «Архангельское-Тюриково».
В северной части лесопарка преобладают березняки и ельники, но встречаются и смешанные участки с соснами, дубами, липами, осинами, вязами, а также ивами, которые появились здесь под влиянием процесса заболачивания. Южный участок, располагающийся неподалёку от МКАДа, является территорией бывшей усадьбы «Архангельское-Тюриково». Фауна лесопарка представлена такими животными, как бурозубка, крот, белка, обыкновенный жулан, ворон, стриж, скворец, кряква и речной сверчок. Кроме того, в зелёном массиве можно встретить крупных млекопитающих — например, лосей.

#### Парк усадьбы «Архангельское-Тюриково»
Парк площадью 10,17 гектаров простирается вдоль Архангело-Тюрикского переулка. Располагавшаяся здесь с XVI века усадьба «Архангельское-Тюриково» получила своё двойное название по имени первого владельца, боярина Фёдора Дмитриевича Всеволожа по прозвищу Турик, и по названию местного села Архангельское, в свою очередь, получившего имя в честь возведённой в нём церкви Архангела Михаила.
Парк состоит преимущественно из зелёного массива, рекреационную инфраструктуру составляют прогулочные дорожки и скамейки.
Флора парка отличается разнообразием. Здесь сохранились старовозрастные деревья — например, 250-летний сахарный клён из Канады диаметром ствола 160 см и высотой чуть менее 30 м, полученный в результате сращивания нескольких деревьев, посаженных близко друг к другу. Среди лесного массива можно встретить также сосны, дубы, липы, ясени, а среди цветковых растений — краснокнижные ирис жёлтый, медуница неясная и незабудка болотная. Фауна парка включает множество водоплавающих птиц, входящих в Красную книгу города Москвы, — например, обыкновенного гоголя, серую утку, хохлатую чернеть и чирка-трескунка. На береговой линии расположенного в парке Большого Тюрикского пруда (единственный оставшийся из каскада ранее находившихся здесь прудов) растёт рогоз.
Из-за схожего с лесами Европы состава деревьев, в парке усадьбы были сняты несколько эпизодов фильма «Семнадцать мгновений весны», где Штирлиц прогуливался с фрау Заурих и застрелил агента Клауса. Проходящее по южной границе парка Челобитьевское шоссе сыграло в фильме роль трассы Берлин-Берн. После этого парк получил у жителей ещё одно, неофициальное название «Баварский лес».
В 2020 году парковый пруд был очищен, его берега укреплены, а окружающие территории — благоустроены.

### Северный лесопарк
Парк находится между 6-й Северной линией и улицей Арсюкова и включает в себя территорию библиотеки № 65 им. М. М. Пришвина (6-я Северная линия, д. 1). Из флоры в лесопарке преобладают берёзы, дубы, липы и вязы.
В западной части парка есть памятник — изготовленная в 1950-е годы задвижка от трубопровода, которую установили в парке в память о бывшем посёлке «Севводстрой». Он вошёл в состав Москвы в 1960 году и сегодня располагается на территории района Северный. Посёлок был организован для строительства Северной водопроводной станции и московского водопровода. Задвижка стояла на трубопроводе, идущем от насосной станции к очистным сооружениям, и прослужила 67 лет.
В 2021 году парк благоустроили по программе «Мой район». У библиотеки расположилась детская площадка с лазательным игровым комплексом в виде стопки книг и пуфами в виде букв кириллицы, а также площадка под открытым небом со скамейками для проведения лекций и прочих мероприятий библиотеки. В лесной части парка есть три детских площадки для детей разного возраста, деревянная экотропа, качели-лавочки и амфитеатр под открытым небом со сценой и зрительными рядами.

Предполагается, что Северный лесопарк вместе со сквером на 3-й Северной линии у культурного центра «Северный» станут для жителей единым прогулочным маршрутом. 

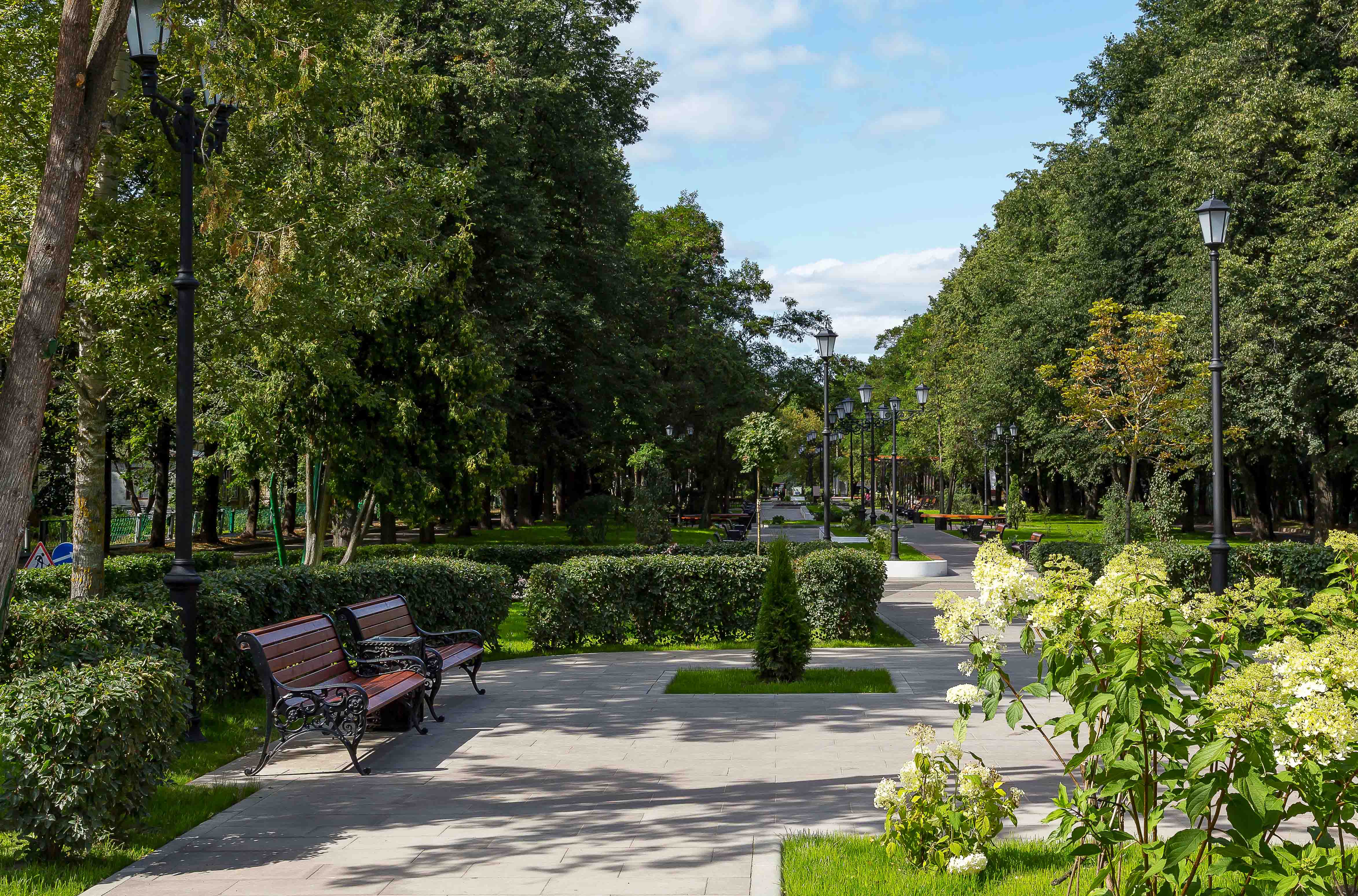
Сквер на 3-й Северной линии

### Сквер на 3-й Северной линии
Сквер площадью около 0,8 га располагается у культурного центра «Северный» по адресу: 3-я Северная линия, д. 17. Местные жители также называют его «Северным Арбатом». В 2019 году сквер был обновлён по программе «Мой район». По желанию жителей, многие из которых являются ветеранами Великой Отечественной войны, его обустроили в стиле Москвы 1950-х годов. Вдоль аллеи установлены литые скамейки и урны, длинные скамейки вдоль клумб и перголы от солнца. Здесь обновили газоны и дополнительно высадили новые деревья, кустарники и обустроили цветники. У входа в КЦ «Северный» вернули тумбу-афишу, которая стояла здесь ещё в прошлом веке и является ценной для местных жителей В сквере располагается бюст маршалу Жукову и памятная плита в честь строителей Северной водопроводной станции из посёлка Севводстроя, который располагался на территории современного района Лианозово.

## Транспортные перспективы

### Скоростной трамвай
На основе железнодорожной платформы Лианозово и станции метро «Лианозово» планируется размещение в 2024 году одноимённого транспортно-пересадочного узла (ТПУ), в который, помимо платформы электричек и станции метро, войдёт остановка линии скоростного трамвая в район Северный. Проект планировки первого участка линии был одобрен на публичных слушаниях, его длина составит 5,4 км, на нём разместятся 9 трамвайных остановок.

### Метро
В мае 2016 года, в связи с потребностью обеспечить станцией метро создаваемый технопарк Московского физико-технического института «Физтех XXI», начала прорабатываться возможность продления Люблинско-Дмитровской линии до станции «Физтех». Станция «Физтех» открылась вместе со станциями «Яхромская» и «Лианозово» 7 сентября 2023 года. Станция является конечной для Люблинско-Дмитровской линии, располагается на территории района, в 3 км к северу от станции «Лианозово».